# Anne Kelleter
Anne Kelleter (Eupen, 25 december 1989) is een Belgisch politica voor Ecolo.

## Levensloop
Kelleter behaalde in 2011 een bachelor in de communicatie aan de Universiteit Luik en in 2016 een master in de podiumkunsten, optie documentairemaken. Van 2011 tot 2019 werkte ze als journaliste bij de Duitstalige publieke omroep BRF.
Ze werd leider van de jeugdbeweging KLJ in Raeren en vertegenwoordigde van 2011 tot 2019 de Jeugdraad van de Duitstalige Gemeenschap op het Forum van de Europese Jeugd. Ook toonde ze zich gevoelig voor ecologische onderwerpen en werd ze penningmeester van de vzw 7 Heaven, een project rond ecologisch tuinieren en permacultuur.
In 2019 werd ze politiek actief voor Ecolo en werd ze aangesteld tot lijsttrekker bij de Waalse verkiezingen van mei 2019 in het arrondissement Verviers. Kelleter werd verkozen in het Waals Parlement, maar kon als Duitstalige geen zitting nemen in het Parlement van de Franse Gemeenschap. Wel werd ze raadgevend lid van het Parlement van de Duitstalige Gemeenschap. 
In het Waals Parlement zetelde Anne Kelleter in de commissies Openbaar Ambt, Toerisme en Erfgoed en Leefmilieu, Natuur en Dierenwelzijn. Op haar initiatief werd verschillende resoluties aangenomen, zoals over de harmonisatie van de gescheiden afvalophaling en over het opnemen van het misdrijf ecocide in het Belgische strafrecht. Ook pleitte ze voor een verstrenging van de regelgeving rond de jacht en het opzetten van maatregelen na de catastrofale gevolgen van de overstroming van de Vesder in 2021 en kwam ze regelmatig tussenbeide over landbouwdossiers en over lokale dossiers inzake mobiliteit en natuur. 
Kelleter besloot zich niet meer kandidaat te stellen bij de Waalse verkiezingen van juni 2024 uit teleurstelling over de beperkingen waarop ze stootte als parlementslid om voorstellen in te dienen en de gebrekkige macht van het parlement ten aanzien van de regering. 